# Konaktepe, Kuluncak
Konaktepe là một xã thuộc huyện Kuluncak, tỉnh Malatya, Thổ Nhĩ Kỳ. Dân số thời điểm năm 2011 là 120 người.